# Автобан A2 (Німеччина)
Федеральний автобан 2 (A2, нім. Bundesautobahn 2) — автобан у Німеччині, який з’єднує Рурський регіон на заході з Берліном на сході. A2 починається на перехресті з A3 біля західного міста Обергаузен, проходить через північ Рурської долини, через Мюнстер і в Східну Вестфалію, перетинаючи колишній внутрішній кордон Німеччини та продовжуючи через Магдебурзьку Берду, щоб влитися в A10 незадовго до досягнення Берліна. Великі міста, такі як Магдебург, Брауншвейг, Ганновер і Дортмунд, розташовані дуже близько до автомагістралі A2. A2 є одним із найважливіших автобанів, що з’єднує кілька великих промислових районів один з одним.
A2 був модифікований наприкінці 1990-х і повністю перебудований у колишній Східній Німеччині. Усі A2 мають 3 смуги руху та смугу розриву в кожному напрямку.

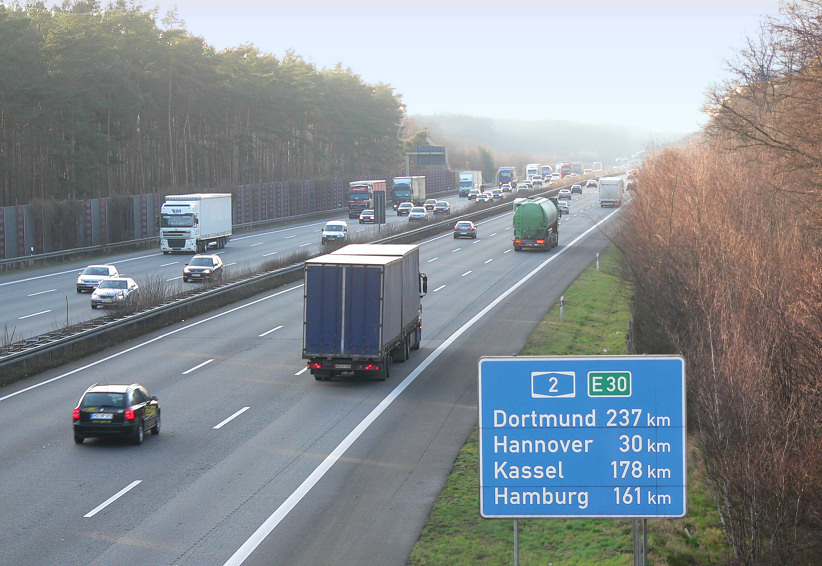
A2 між Ганновером і Брауншвейгом район Хьомелервальда